# Веллексон-Кётре-э-Воде
Веллексо́н-Кётре́-э-Воде́ (фр. Vellexon-Queutrey-et-Vaudey) — коммуна во Франции, находится в регионе Франш-Конте. Департамент — Верхняя Сона. Входит в состав кантона Жи. Округ коммуны — Везуль.
Код INSEE коммуны — 70539.

## География

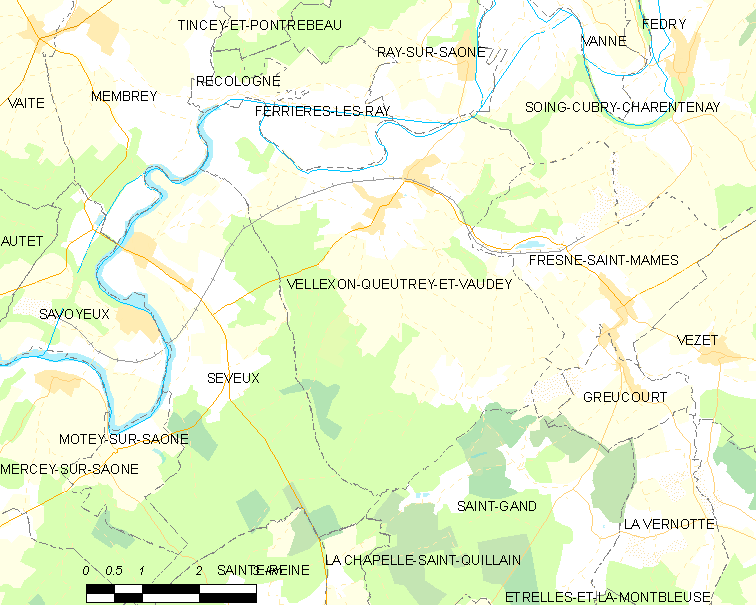
Карта коммуны

Коммуна расположена приблизительно в 300 км к юго-востоку от Парижа, в 40 км северо-западнее Безансона, в 28 км к западу от Везуля.
По территории коммуны протекает река Сона и её приток — река Ромен.

## История
В 1806 году к коммуне Веллексон были присоединены коммуны Кётре и Воде.

## Население
Население коммуны на 2010 год составляло 495 человек.
| 1962 | 1968 | 1975 | 1982 | 1990 | 1999 | 2010 |
| ---- | ---- | ---- | ---- | ---- | ---- | ---- |
| 618  | 629  | 534  | 503  | 519  | 491  | 495  |

## Экономика
В 2010 году среди 278 человек трудоспособного возраста (15—64 лет) 212 были экономически активными, 66 — неактивными (показатель активности — 76,3 %, в 1999 году было 64,1 %). Из 212 активных жителей работали 197 человек (110 мужчин и 87 женщин), безработными было 15 (7 мужчин и 8 женщин). Среди 66 неактивных 20 человек были учениками или студентами, 26 — пенсионерами, 20 были неактивными по другим причинам.

## Достопримечательности
- Часовня Св. Регины (XVII век). Исторический памятник с 1983 года[3]